# Said Ibrahim herceg nemzetközi repülőtér
A Said Ibrahim herceg nemzetközi repülőtér (IATA: HAH, ICAO: FMCH) egy comore-szigeteki repülőtér, amely az ország fővárosát, Moronit szolgálja ki. Nevét Saïd Ibrahim hercegről kapta. Hahaya falutól északra található. Éves utasforgalma 446 789 fő (2018).

## Légitársaságok és úti célok
| Légitársaság         | Célállomások                             |
| -------------------- | ---------------------------------------- |
| AB Aviation          | Anjouan, Dar es-Salaam, Dzaoudzi, Mohéli |
| Air Austral          | Saint-Denis (Réunion)                    |
| Air Madagascar       | Antananarivo, Majunga                    |
| Air Tanzania         | Dar es-Salaam                            |
| Ethiopian Airlines   | Addisz Abeba                             |
| Ewa Air              | Dzaoudzi                                 |
| Kenya Airways        | Nairobi                                  |
| Madagasikara Airways | Antananarivo, Majunga                    |
| Turkish Airlines     | Szezonális: Isztambul                    |

## Balesetek és incidensek
- 1996. november 23-án Etiópia felett három, Ausztráliában menedékjogot kérő etióp állampolgár eltérítette az Ethiopian Airlines 961-es járatát, egy Addisz-Abebából Abidjanba tartó Boeing 767-200ER gépet. A gép három órával később a vízbe zuhant, amikor kifogyott belőle az üzemanyag. A fedélzeten tartózkodó 175 főből 125-en meghaltak, köztük a három gépeltérítő. A pilóta eredeti döntése, hogy leszáll a repülőtéren, az üzemanyaghiány miatt meghiúsult.[3]
- 2009. június 30-án a Jemenből Moroniba tartó Yemenia 626-os járata az Indiai-óceánba zuhant, miközben a repülőtérhez közelített. A fedélzeten tartózkodó 153 ember közül 152-en meghaltak.[4]
- 2012. november 27-én az Int’Air Îles Embraer EMB 120ER Brasilia típusú repülőgépe 25 utassal és 4 főnyi személyzettel Moroniból Anjouanba tartott egy charterjáraton, amikor a moroni Prince Said Ibrahim nemzetközi repülőtérről való felszállás után magasságot veszített, és miközben megpróbált visszatérni a repülőtérre, a parttól 200 méterre, de a repülőtértől mintegy 5 km-re északra a vízbe csapódott. A helyi halászok mindenkit megmentettek a fedélzetről. Csak kisebb sérülések voltak.[5][6]

## Forgalom
Az utasforgalom az elmúlt években az alábbi módon változott:
| Utasok száma | 110 566 | 130 401 | 183 841 | 202 934 | 222 495 | 259 427 | 446 789 |
|              | 1998    | 1999    | 2014    | 2015    | 2016    | 2017    | 2018    |

## Fordítás
Ez a szócikk részben vagy egészben  a   Prince Said Ibrahim International Airport című angol Wikipédia-szócikk ezen változatának fordításán alapul.  Az eredeti cikk szerkesztőit annak laptörténete sorolja fel. Ez a jelzés csupán a megfogalmazás eredetét és a szerzői jogokat jelzi, nem szolgál a cikkben szereplő információk forrásmegjelöléseként.